# Кончаловская, Наталья Петровна
Ната́лья Петро́вна Кончало́вская (6 (19) января 1903, Санкт-Петербург — 12 октября 1988, Москва) — советская детская писательница, поэтесса и переводчица.

## Биография
Отец — художник Пётр Петрович Кончаловский (1876—1956), брат — художник Михаил Петрович Кончаловский, дед по линии матери — художник Василий Иванович Суриков (1848—1916), мать — Ольга Васильевна Сурикова (1878—1958).
В 1927 году без ведома родителей поехала в США со своим возлюбленным — Алексеем Алексеевичем Богдановым, представителем «Амторга», коммерсантом. Богданов по телеграфу получил развод от первой жены и во время морского путешествия из Йокогамы в Сан-Франциско женился на Кончаловской. Вскоре они расстались, и в Россию вернулись порознь. В этом союзе родилась дочь — Екатерина Сергеевна Михалкова (по отчиму, который её удочерил; 1931—2019). Муж Екатерины — писатель Юлиан Семёнов (1931—1993), дочь — Ольга Семёнова (род. 1967).
В 1936 году Наталья Кончаловская вышла замуж за начинающего детского писателя Сергея Михалкова (1913—2009). В семье родились два сына — Андрей (род. 1937) и Никита (род. 1945), — они стали известными кинорежиссёрами.
Награждена орденом «Знак Почёта» (1963) и орденом Дружбы народов (1983).
Похоронена в семейной могиле на Новодевичьем кладбище (участок № 4).

### Проза
- 1959 — «Чжунго, нинь хао!» — М. (в соавторстве с Юлианом Семёновым)
- 1960 — «Сын земли Сибирской». — М.
- 1961 — «Сын земли Сибирской». — М.
- 1964 — «Дар бесценный». — М.
- 1965 — «Песня, собранная в кулак». — М.
- 1972 — «Трубадуры и святые Марии» (повесть в 2 частях)
- 1973 — «Кладовая памяти». — М.
- 1976 — «Магнитное притяжение». — М.
- 1976 — «Нотная азбука». — М., Малыш.
- 1980 — «Кладовая памяти». — М.
- 1981 — «В поисках Вишневского». — М.
- 1988 — «Эдит Пиаф. Песня собранная в кулак». — Киев
- 1989 — «Волшебство и трудолюбие». — М.

### Поэмы
- Хатынская поляна.
- Наша древняя столица. — М.: Кн. 1. — 1947; Кн. 2. — 1950; Кн. 3. — 1953.

### Стихотворения
Стихотворения 1940—1970:
- Море
- «Сегодня чарку терпкой влаги…»
- Постояльцы
- Осеннее
- Соболь
- и другие

Циклы стихотворений
- В мастерской художника Никогосяна (цикл)

- Рождение негра
- Забытый портрет
- Портрет Сарьяна

- Выставка Сарьяна (цикл)

- Вернисаж
- «У родника в селе Туманян»
- «Сбор хлопка в Араратской долине»
- «С высот Арагаца»

- Картинки Лондона (цикл)

- В Гайд-парке
- Реклама
- У Букингемского дворца
- Собачья жизнь

- Итальянские фрески (цикл)

- Аль фреско
- На улицах Рима
- Стеклодувы в Мурано
- Флорентинка на исповеди
- Первое причастье
- Свидание с Буонарроти
- Везувий
- и другие

- Стихи для детей (цикл)

- Про паровозы
- Про огород (шутка)
- Про чучело огородное
- Про сапоги
- Про белого бычка
- и другие

## Публикации
- Кончаловская Н. П. Избранное: В 2-х томах. — Т. 1: Стихотворения и поэмы; рассказы. — Т. 2: Рассказы; повести. — М.: Художественная литература, 1987.
  - Кончаловская Н. П. Избранное: В 2-х томах. — М.: Художественная литература, 1987. — Т. 1: Стихотворения и поэмы; рассказы.
  - Кончаловская Н. П. Избранное: В 2-х томах. — М.: Художественная литература, 1987. — Т. 2: Рассказы; повести.
- Кончаловская Н. П. Наша древняя столица. Картины из прошлого Москвы. Книга первая.  — М.: Детская литература, 1947.
- Кончаловская Н. П. Наша древняя столица. Картины из прошлого Москвы. Книга вторая.  — М.: Детская литература, 1950.
- Кончаловская Н. П. Наша древняя столица. Картины из прошлого Москвы. Книга третья.  — М.: Детская литература, 1953.
  - Кончаловская Н. П. Наша древняя столица. — М.: Детская литература, 1962.
  - Кончаловская Н. П. Наша древняя столица. — М.: Детская литература, 1966.
  - Кончаловская Н. П. Наша древняя столица. — М.: Детская литература, 1972.
  - Кончаловская Н. П. Наша древняя столица. — М.: Детская литература, 1985.
- Кончаловская Н. П. Круасаны и чёрный хлеб // Дружба народов. 1989. № 1. С. — 80—90.